# Họ (sinh học)

Hệ thống cấp bậc trong phân loại khoa học

Trong phân loại sinh học, họ hay họ nhà hay gia đình nhà (tiếng Latinh: familia, số nhiều familiae) là một cấp, hay một đơn vị phân loại ở cấp này. Các chi tiết chính xác về danh pháp chính thức phụ thuộc vào quy tắc danh pháp nào được áp dụng.
Ví dụ: "Các loài óc chó và mạy châu thuộc về họ Óc chó" là cách thức ngắn gọn để miêu tả: các loài óc chó (chi Juglans) và mạy châu (chi Carya) thuộc về họ Óc chó (họ Juglandaceae). Hay voi châu Á và voi châu Phi là các loài thuộc về họ nhà voi.

## Lịch sử
Họ, như là một cấp trung gian giữa bộ và chi, là phát kiến tương đối gần đây.
Thuật ngữ familia do nhà thực vật học người Pháp là Pierre Magnol đề ra trong cuốn sách Prodromus historiae generalis plantarum, in quo familiae plantarum per tabulas disponuntur của ông viết năm 1689, trong đó ông gọi 74 nhóm thực vật mà ông công nhận trong các bảng biểu của mình là các họ (familiae). Khái niệm về cấp bậc vào thời gian này vẫn còn là trong trạng thái mới ra đời (in statu nascendi), và trong lời giới thiệu cho cuốn Prodromus này thì Magnol đã nói về việc hợp nhất các họ của ông vào trong các genera (chủng, giống, chi) lớn hơn, một khái niệm hoàn toàn trái ngược với việc sử dụng của nó ngày nay trong phân loại sinh vật.
Carolus Linnaeus đã sử dụng từ familia trong cuốn Philosophia botanica viết năm 1751 của ông để chỉ rõ các nhóm lớn của thực vật; cây thân gỗ, cây thân thảo, dương xỉ, Prodromus của de Candolle và Genera Plantarum của Bentham & Hooker cũng đã sử dụng cho những cái mà hiện nay được phong là cấp họ (xem Ordo naturalis).
Trong động vật học, họ cũng là cấp bậc trung gian giữa bộ và chi và do Pierre André Latreille đưa ra trong cuốn sách Précis des caractères génériques des insectes, disposés dans un ordre naturel viết năm 1796 của ông. Ông đã sử dụng các họ (một phần trong đó không được đặt tên) trong một số, nhưng không phải tất cả các bộ của ông khi nói về "côn trùng" (khi đó bao gồm tất cả nhóm động vật chân đốt).
Tuy nhiên, kể từ đầu thế kỷ 20 thì thuật ngữ này đã bắt đầu được sử dụng một cách ổn định theo ngữ nghĩa của nó hiện nay. Việc sử dụng nó cũng như phần hậu tố đặc trưng cho tên gọi của thể loại này được định nghĩa trong các quy tắc của danh pháp thực vật và động vật.
Gần như tất cả các họ đều được đặt tên theo tên chi điển hình, được bổ sung thêm hậu tố idae (động vật) hay aceae (thực vật) đối với phần gốc lõi của tên chi. Các ngoại lệ có thể kể đến là:
- Caprifoliaceae, Aquifoliaceae và Fabaceae, lần lượt được đặt tên theo loài điển hình là Lonicera caprifolium, Ilex aquifolia và Vicia faba.
- Theaceae, được đặt tên theo tên chi Thea, một từ đồng nghĩa của chi Camellia.
- Tám họ thực vật với các tên gọi khác. Ví dụ Fabaceae còn dược gọi là Leguminosae, Poaceae còn gọi là Gramineae v.v.
- Elapidae. Chi điển hình có danh pháp là Homoroselaps, nguyên thủy được đặt tên là Elaps nhưng chi này đã được chuyển sang họ khác và tên gọi cũng bị thay đổi một cách tương ứng.